# 杉谷博美
杉谷 博美（すぎたに ひろみ、1950年9月30日 - ）は、東京都出身のプロゴルファー。

## 来歴
12歳からゴルフを始め、1971年にプロ入りする。
1977年の関東プロでは3日目に尾崎将司と並んでの1アンダー9位タイに上がり、1980年の山梨プロアマでは初日を松井功・金井清一と共に69をマークして首位タイでスタートした。
1985年のよみうりサッポロビールオープンでは初日に5アンダー68をマークし、謝敏男（中華民国）・安田春雄・磯崎功・長谷川勝治・尾崎将・杉原輝雄・渡辺司、テリー・ゲール（オーストラリア）と並んでの4位タイでスタートする。2日目には渡辺修・青木功・新関善美・山本善隆・出口栄太郎・鈴木豊と並んでの20位タイで予選を通過し、3日目は新関と共に陳健忠（中華民国）・芹澤信雄・新井規矩雄と並んでの32位タイに着ける。最終日は渡辺司・三上法夫・安田・青柳公也と並んでの43位タイで終えたが、同大会が最後の決勝ラウンド進出 となった。
1985年の第1回水戸グリーンオープンでは丸山智弘・川波通幸に次ぐと同時に稲垣太成らを抑えて3位タイに入り、1990年の関東プロを最後にレギュラーツアーから引退。
2017年の静岡プログランドシニアでは鳥沢利一・野口裕樹夫と並んでの4位タイに入った。